# 西马特罗
西马特罗是一种含氮有机化合物，化学式为C12H17N3O，可作为β肾上腺素受体激动药。